# Paty Díaz
Paty Díaz (San Luis Río Colorado, Sonora, México; 17 de março de 1974), é uma atriz, apresentadora de televisão e cantora mexicana. É conhecida no Brasil por interpretar Natália em Luz Clarita, Lalinha em A Usurpadora e Cristina em Rubi.

## Biografia
Paty Díaz iniciou sua carreira como modelo, mas sua carreira artística como atriz foi em sua estreia na televisão na telenovela La dueña, produzida por Alfredo González Fernández e Florinda Meza, no ano de 1995. E desde de então Paty já atuou em diverisas telenovelas e contracenou com grandes atores, em êxito como Luz Clarita em 1996 e Gotita de amor de 1998 ambas telenovelas infantis, La Usurpadora também em 1998 Rosalinda em 1999, Salomé em 2000 e Rubí em 2004 e Mundo de Feras em 2006.
Foi casada com o também ator Alexis Ayala, e com o empresário Guillermo Piña, com quem tem um filho, Guillermo Piña Díaz.

## Telenovelas
- Me atrevo a amarte (2025) - Carmen García de Mendoza
- Nadie como tú (2023) - Eréndira Santana García
- Soltero con hijas (2019-2020) - Leona León
- Por amar sin ley (2018) - Sara Hernández
- Mi adorable maldición (2017) - Brígida Sánchez Vda. de Johnsson de Almada
- Por siempre Joan Sebastian (2016) - Ofelia de Figueroa
- Lo imperdonable (2015) - Raymunda
- Qué bonito amor (2012) - Mirna Reynoso
- La que no podía amar (2011) - Macaria de Hernández
- Los exitosos Pérez (2009) - Amanda Olivera
- En nombre del amor (2008) - Natalia Martínez
- S.O.S.: Sexo y otros Secretos (telessérie) (2007) -  Marcia
- Mundo de feras (2006) - Belen
- Barrera de amor (2005) - Clara
- Rubí (2004) - Cristina Perez Ochoa
- Salomé (2001) - Martha
- Ramona (2000) - Carmen
- Carita de ángel (2000) - Irmã Clementina
- Rosalinda (1999) - Clarinha Martínez
- Más allá de la usurpadora (1999) - Lalinha
- La usurpadora (1998) - Lalinha
- Gotita de amor (1998) - Lorena
- Luz Clarita (1996) - Natalia
- La dueña (1995) - Blanquita

## Ligaões externas
- Paty Díaz. no IMDb.
- Paty Díaz no X
- Paty Diaz em Alma Latina